# Équerre de mécanicien

Équerre à chapeau.

L'équerre de mécanicien est plus généralement appelée équerre à chapeau.
Elle est constituée d'une équerre plate en acier en forme de L, dont un des deux côtés externes est surmonté d'un fer plat supplémentaire, dit « chapeau », servant à la fois de guide et de butoir.
Généralement non graduée, elle sert au traçage, à la vérification de la planéité et des angles droits. Posée à plat sur sa face dite chapeau vers le bas, elle forme un L.
Elle existe aussi sous différentes versions dites à onglet(s), permettant la mesure d'angles usuels (selon les versions : 30°, 45°, 60°, 90°).